# Кесло Богдан Андрійович
Богдан Андрійович Кесло (Кесла) (* 24 грудня 1938, Яворів, Львівщина) — радянський футболіст. Майстер спорту СРСР (1967).
Нападник, виступав за«Сільмаш» (любителі), СКА та «Карпати» (всі — Львів), «Політвідділ» (Ташкентська область), «Будівельник» (Полтава), «Зорю» (Луганськ), «Авангард» (Севастополь), «Авангард» (Рівне), «Локомотив» (Донецьк).